# Стрихнин
Стрихни́н (на латински: Strychninum) – C21H22N2O2, е индолов алкалоид, отделен в 1818 г. от Пиер Жозеф Пелтие и Жозеф Биенеме Кавенту, от семената на дървото Strychnos nux-vomica. Стрихнинът е силно токсичен, безцветен, горчив, кристален алкалоид, използван като пестицид, особено за убиване на малки гръбначни животни, като например птици и гризачи. При вдишване, поглъщане или абсорбиране през очите или устата предизвиква отравяне, което води до мускулни гърчове и в крайна сметка смърт чрез асфиксия.
Няма специфична противоотрова за стрихнина, но възстановяване е възможно с ранна медицинска интервенция и лечение. Отравянето изисква агресивно лечение с контролиране на мускулните спазми, интубация при загуба на контрол на дихателните пътища, отстраняване на токсините, интравенозна хидратация и потенциално активни охлаждащи усилия в контекста на хипертермия, както и хемодиализа при бъбречна недостатъчност. Отравянето със стрихнин в наши дни обикновено се дължи на „улични“ наркотици (кокаин, хероин), билкови лекарства и родентициди, съдържащи стрихнин.